# 富本愛琉
富本 愛琉（とみもと あいる、2005年〈平成17年〉2月11日 - ）は、日本のアーティスト。
北海道出身。

## 略歴
2012年7月　小さい頃から歌うことが好きで、歌番組で歌う「きゃりーぱみゅぱみゅ」の世界観に憧れを持ち、歌手を目指し始め、アクターズスタジオ北海道本部に入校。
2013年6月  テレビ番組しまじろうのわおで「かんさつちゃん」を歌う。そこからは全国各地でライブ活動を行う。
2016年5月  ファッション雑誌「ニコ☆プチスーパー読者モデル」に選出された。
2017年11月  タカハシグループが主催する、「KARAOKE AWARDS 2017」グランプリ（タカハシグループ賞）獲得した。
2018年12月  エイチジェイが主催する、日本一かわいい女子中学生を決める、「JCミスコン2018」に参加し、グランプリを受賞した。
2019年4月  リトルワールドが主催する、いちごのPRレディ「ミスいちご」の4期メンバー「ミスいちご2020」に、応募総数4000名の中から選出された。同期メンバーには上水口萌乃香、吉橋亜理砂、工藤萌香がいる。
2019年8月 「2019ミス・ティーン・ジャパン」の北海道大会にて、グランプリを獲得した。
2023年4月 ASOBINEXTの”新世代ガールズエンターテイメントグループ”Hi-Fi GIRLs PROJECTへ加入
札幌ミュージック&ダンス・放送専門学校 総合音楽科 ヴォーカル専攻
2024年4月28日　合同会社BANKUのガールズグループ“HiiT FACTORY”に新メンバー(ヴォーカル)として加入

## 受賞歴

### カラオケ
- 2017年
  - KARAOKE AWARDS 2017グランプリ[2][3]

### ミス・コンテスト
- 2018年
  - JCミスコン2018 グランプリ[4][5][6]。
- 2019年
  - ミスいちご2020 グランプリ[7][8][9]
  - ミス・ティーン・ジャパン北海道大会　グランプリ[10]